# Amphoe Nam Phong
Amphoe Nam Phong (Thai อำเภอ น้ำพอง) ist ein Landkreis (Amphoe – Verwaltungs-Distrikt) im Nordwesten der Provinz Khon Kaen. Khon Kaen liegt im westlichen Teil der Nordostregion von Thailand, dem so genannten Isan.

## Geographie
Benachbarte Distrikte (von Norden im Uhrzeigersinn): Amphoe Non Sa-at der Provinz Udon Thani sowie die Amphoe Kranuan, Sam Sung, Mueang Khon Kaen, Ubolratana und Khao Suan Kwang der Provinz Khon Kaen.
Der Ort Nam Phong liegt etwa 30 Kilometer nördlich von der Bezirkshauptstadt Khon Kaen an der Nationalstraße 2 (Friendship Highway Saraburi-Nong Khai). Die Verwaltung allerdings ist etwas weiter östlich untergebracht.

## Geschichte
Der Distrikt wurde am 10. Februar 1908 unter dem Namen Tha Wa (ท่าหว้า) eingerichtet. Im Jahr 1909 wurde er in Mam Phong umbenannt.

## Wirtschaft
Von wirtschaftlicher Bedeutung ist eine Zuckerfabrik sowie eine Schnapsbrennerei, in der Lao Kao hergestellt wird. Ansonsten ist dieser Bezirk durch Landwirtschaft geprägt, vornehmlich Anbau von Reis und Zuckerrohr, sowie durch Erzeugnisse der Viehzucht. 

## Religion

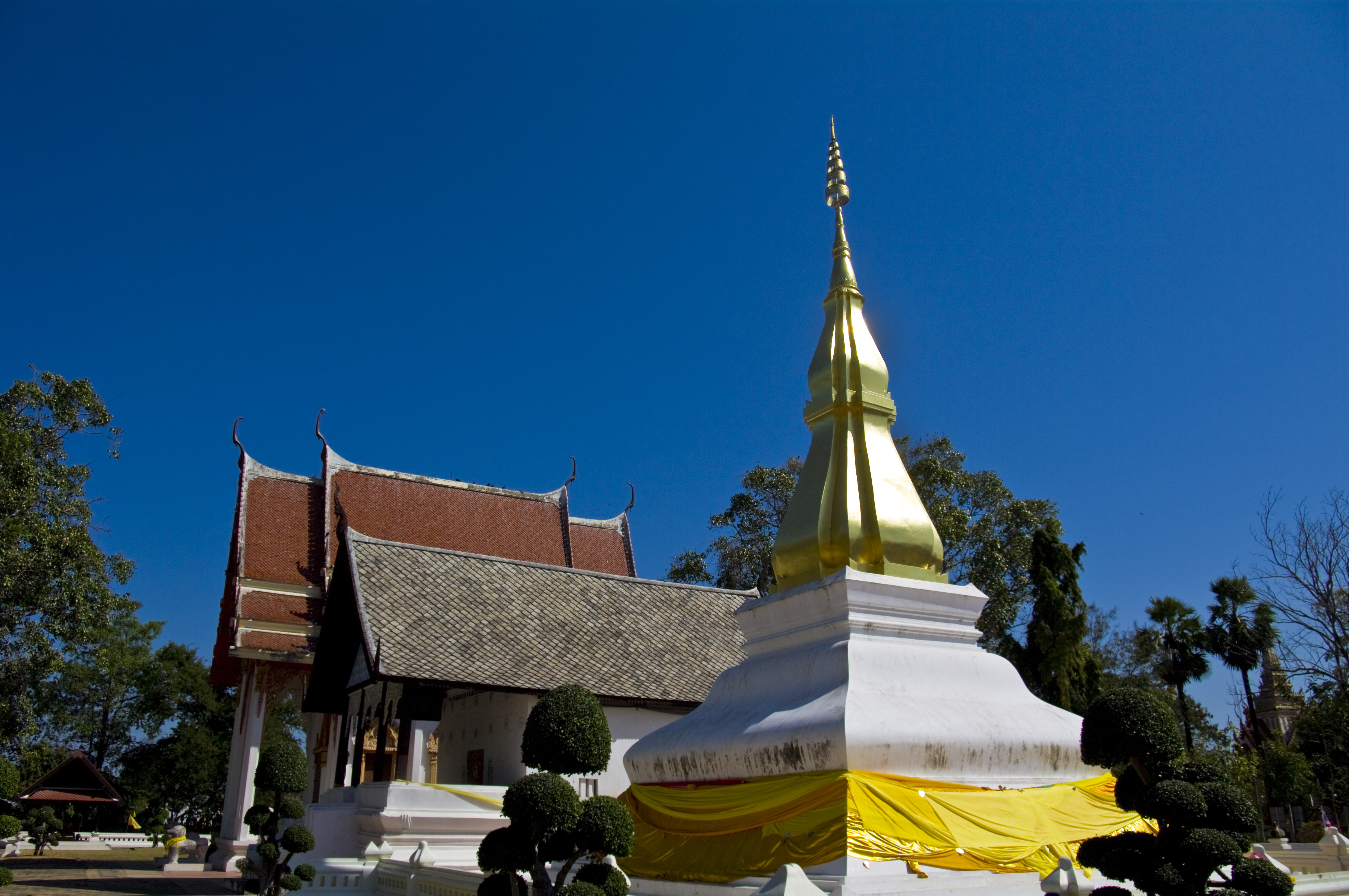
Phra That Kham Kaen, Wat Chetiyaphum

In dem Bezirk befindet sich Wat Chetiyaphum mit dem Phra That Kham Kaen, einem der meistverehrten Reliquiare und ein Wahrzeichen der ganzen Provinz Khon Kaen.

## Verkehr
Verkehrstechnisch ist Nam Phong außer durch die Nationalstraße 2 (Thanon Mittraphap) auch durch die Bahnlinie Bangkok-Nong Khai direkt angebunden, die Bahnhöfe in Non Phayom (Tambon Muang Wan), Nam Phong und Huai Siao (Tambon Nam Phong) hat.

## Sonstiges
An der Landstraße Nam Phong-Kranuan liegt die „Royal Thai Air Base Nam Phong“, die in den Jahren 1972–73 während des Vietnamkriegs als Air Base der US-Luftwaffe diente und seinerzeit „Rose Garden“ genannt wurde.

## Verwaltung

### Provinzverwaltung
Der Landkreis Nam Phong ist in zwölf Tambon („Unterbezirke“ oder „Gemeinden“) eingeteilt, die sich weiter in 168 Muban („Dörfer“) unterteilen.
| Nr.  | Name        | Thai      | Muban | Einw.  |
| ---- | ----------- | --------- | ----- | ------ |
| 01.  | Nam Phong   | น้ำพอง     | 17    | 13.951 |
| 02.  | Wang Chai   | วังชัย      | 16    | 10.541 |
| 03.  | Nong Kung   | หนองกุง    | 11    | 10.000 |
| 04.  | Bua Yai     | บัวใหญ่     | 17    | 07.760 |
| 05.  | Sa-at       | สะอาด     | 14    | 09.744 |
| 06.  | Muang Wan   | ม่วงหวาน   | 14    | 09.837 |
| 07.  | Ban Kham    | บ้านขาม    | 16    | 09.396 |
| 08.  | Bua Ngoen   | บัวเงิน     | 17    | 12.295 |
| 09.  | Sai Mun     | ทรายมูล    | 13    | 07.417 |
| 010. | Tha Krasoem | ท่ากระเสริม | 10    | 07.542 |
| 011. | Phang Thui  | พังทุย      | 13    | 07.252 |
| 012. | Kut Nam Sai | กุดน้ำใส    | 10    | 08.031 |

### Lokalverwaltung
Es gibt sechs Kommunen mit „Kleinstadt“-Status (Thesaban Tambon) im Landkreis:
- Sa-at (Thai: เทศบาลตำบลสะอาด) besteht aus  dem gesamten Tambon Sa-at.
- Nam Phong (Thai: เทศบาลตำบลน้ำพอง) besteht aus Teilen des Tambon Nam Phong.
- Wang Chai (Thai: เทศบาลตำบลวังชัย) besteht aus Teilen der Tambon Wang Chai und Nong Kung.
- Lam Nam Phong (Thai: เทศบาลตำบลลำน้ำพอง) besteht aus weiteren Teilen des Tambon Nam Phong.
- Kut Nam Sai (Thai: เทศบาลตำบลกุดน้ำใส) besteht aus dem gesamten Tambon Kut Nam Sai.
- Muang Wan (Thai: เทศบาลตำบลม่วงหวาน) besteht aus Teilen des Tambon Muang Wan.

Außerdem gibt es acht „Tambon-Verwaltungsorganisationen“ (องค์การบริหารส่วนตำบล – Tambon Administrative Organizations, TAO):
- Wang Chai (Thai: องค์การบริหารส่วนตำบลวังชัย)
- Nong Kung (Thai: องค์การบริหารส่วนตำบลหนองกุง)
- Bua Yai (Thai: องค์การบริหารส่วนตำบลบัวใหญ่)
- Ban Kham (Thai: องค์การบริหารส่วนตำบลบ้านขาม)
- Bua Ngoen (Thai: องค์การบริหารส่วนตำบลบัวเงิน)
- Sai Mun (Thai: องค์การบริหารส่วนตำบลทรายมูล)
- Tha Krasoem (Thai: องค์การบริหารส่วนตำบลท่ากระเสริม)
- Phang Thui (Thai: องค์การบริหารส่วนตำบลพังทุย)